# Iulotrichia eusciasta
Iulotrichia eusciasta är en fjärilsart som beskrevs av Louis Beethoven Prout. Iulotrichia eusciasta ingår i släktet Iulotrichia och familjen mätare. Inga underarter finns listade i Catalogue of Life.